# 대한민국 민법 제597조
대한민국 민법 제597조는 금전의 보충지급의 경우에 대한 민법 채권법 조문이다.

## 조문
제597조(금전의 보충지급의 경우) 당사자 일방이 전조의 재산권이전과 금전의 보충지급을 약정한 때에는 그 금전에 대하여는 매매대금에 관한 규정을 준용한다.

第597條(金錢의 補充支給의 境遇) 當事者 一方이 前條의 財産權移轉과 金錢의 補充支給을 約定한 때에는 그 金錢에 對하여는 賣買代金에 關한 規定을 準用한다.

## 참고 문헌
- 오현수, 일본민법, 진원사, 2014. ISBN 978-89-6346-345-2
- 오세경, 대법전, 법전출판사, 2014 ISBN 978-89-262-1027-7
- 이준현, LOGOS 민법 조문판례집, 미래가치, 2015. ISBN 979-1-155-02086-9

## 같이 보기
- 교환